# Victor Mees
Victor Mees (Antwerpen, 1927. január 26. – 2012. november 11.) becenevén Vic vagyVicky, belga labdarúgó-középpályás.
A belga válogatott tagjaként részt vett az 1954-es labdarúgó-világbajnokságon.